# 薩谷和夫
薩谷 和夫（さつや かずお、1935年7月20日 - 1993年1月6日）は、日本の映画美術監督。東京都出身。

## 来歴
永田町小学校（現麹町小学校）、麹町中学校、東京都立明正高等学校を経て、青山学院大学文学部入学後、中退。中退後に東宝撮影所美術課に入社。入社後、最初の仕事は怪獣”ラドン”の翼の操演だった。
黒澤映画の美術監督である村木与四郎のもとで美術を学ぶ。兄弟子は竹中和男。
初美術監督作品は加山雄三の「若大将シリーズ」の『俺の空だぜ!若大将』。
お酒は”サントリー角瓶”を、ミュージカル映画は『イースターパレード』（1948）が最も好き、と公言。
主に大林宣彦の美術監督として知られるが、大林とは『HOUSE ハウス』の頃に知り合い、東宝退社後フリーとなってからも『転校生』以降、『青春デンデケデケデケ』までの大林映画の美術監督を務める。
『水の旅人 侍KIDS』も本来は薩谷が美術を担当する予定だったが、同作の九州ロケの準備中に病に倒れ、尾道まで帰ってきて入院するが、1993年1月6日、死去した。
仕事の傍ら、こよなく愛した尾道のスケッチ12枚の絵葉書制作に取組んでおり、これが遺作となった。
本来は美術担当だが、『HOUSE ハウス』から『ふたり』まで脇役の役者としても登場。また大林の配慮で『あの、夏の日』では写真の遺影を使用している。担当した美術監督作品数は50を越える。
墓は自らが美術を担当した『さびしんぼう』の舞台となった尾道の西願寺にある。

## 主な代表作
- 1966年5月28日 - クレージーだよ奇想天外 - 美術助手
- 1967年4月29日 - クレージー黄金作戦 - 美術助手
- 1970年8月14日 - 俺の空だぜ!若大将
- 1970年11月14日 - 学園祭の夜 甘い経験
- 1971年1月9日 - 若大将対青大将
- 1971年4月15日 - 夕日くん サラリーマン脱出作戦
- 1972年5月25日 - 白鳥の歌なんか聞えない
- 1972年9月2日 - 恋の夏
- 1973年2月10日 - 卒業旅行 Little Adventurer
- 1973年9月22日 - 夕日くん サラリーマン仁義
- 1973年11月17日 - 野獣狩り
- 1973年12月1日 - 修羅雪姫
- 1973年12月29日 - グァム島珍道中
- 1974年3月21日 - ゴジラ対メカゴジラ[1]
- 1974年7月20日 - 急げ!若者 TOMORROW NEVER WAITS
- 1974年7月20日 - 血を吸う薔薇
- 1975年2月1日 - 告訴せず
- 1975年6月21日 - 阿寒に果つ
- 1975年7月12日 - がんばれ!若大将
- 1977年1月22日 - アラスカ物語
- 1977年7月30日 - HOUSE ハウス
- 1977年12月17日 - 惑星大戦争[1]
- 1978年4月29日 - 愛の嵐の中で
- 1978年12月16日 - ピンク・レディーの活動大写真
- 1979年7月14日 - 金田一耕助の冒険
- 1979年8月4日 - ホワイト・ラブ
- 1981年2月11日 - 帰ってきた若大将
- 1982年4月17日 - 転校生
- 1983年7月16日 - 時をかける少女
- 1985年4月13日 - さびしんぼう
- 1988年9月15日 - 異人たちとの夏
- 1991年5月11日 - ふたり
- 1992年10月31日 - 青春デンデケデケデケ
- 1993年2月20日 - はるか、ノスタルジィ

## 受賞歴
- 第12回日本アカデミー賞優秀美術賞[2]